# Valeur économique ajoutée
Pour les articles homonymes, voir EVA.
La valeur économique ajoutée (en anglais : economic value added, EVA) est l'excédent de résultat dû à l'activité d'une organisation par rapport au coût du financement des apporteurs de capitaux.

Partant d'un résultat d'exploitation retraité (proche de l'EBE), cet indicateur peut être considéré comme un indicateur proche des flux de trésorerie mais il reste constitué de flux de fonds.
L'EVA est donc un indicateur financier utile aux apporteurs de capitaux qui vérifient ainsi si leurs investissements (stratégiques ou tactiques) génèrent un excédent de trésorerie.  

## Historique et enjeux

### Historique de l'EVA
Le concept est apparu dans les écrits de Finegan dès 1989. Il a par la suite été développé en pratique et popularisé par Stern Stewart.

### Enjeux de l'EVA
L'innovation du concept par rapport au profit économique traditionnellement calculé réside dans les ajustements comptables réalisés.
Selon ses promoteurs l'EVA permet de:
- Fixer des objectifs
- Communiquer en interne et avec les actionnaires
- Gérer l'évaluation des projets de l'entreprise
- Aider à la valorisation dans le cadre de fusion/acquisition
- Mesurer la performance globale ainsi que la performance de chaque entité

Les études réalisées par les consultants de Stern Stewart montrent que les entreprises ayant adopté la valeur économique ajoutée auraient une meilleure performance boursière que leurs pairs. Shimin Chen et James L Dodd (2001) ont trouvé par contre sur un échantillon de 1000 entreprises que les indicateurs comptables classiques tels le résultat et le résultat résiduel (résultat comptable minoré du coût du capital) expliquent mieux les variations du cours boursier que l'EVA. Ceci s'explique par l'effet signal généré par le résultat. Ce résultat ne remet pas a priori en cause l'utilisation de cette méthode lors d'une évaluation d'entreprise n'ayant pas besoin de prendre en compte ce signal. La méthode est donc plutôt une approche tactique ou stratégique, qu'une approche opérationnelle de la gestion de portefeuille

## Calcul de la valeur économique ajoutée

### Formule de base
{\displaystyle EVA=NOPAT-CI.k}
ou
{\displaystyle EVA=(ROI-k).CI}

### Explications et retraitements
- le "NOPAT" (Net Operating Profit After Tax) est le résultat d'exploitation avant frais financiers (voir soldes intermédiaires de gestion) - charges d'impôts d'exploitation

- Le "CI" est le montant des capitaux Investis, c'est-à-dire la somme des capitaux propres + les emprunts de l'entreprise.

- le "k" est le Coût Pondéré du Capital après IS (CMPC)

- le "ROI" est la rentabilité du capital investi (return on investment soit NOPAT/CI).

- retraitements (qui permettent de se rapprocher des normes IFRS) :

- ne pas prendre en compte l'impact des dotations des provisions pour risque.

+ prendre en compte l'impact des filiales mises en équivalence (voir consolidation). 

+ prendre en compte l'impact des amortissements d'immobilisation de frais de recherche et développement.

+ prendre en compte l'impact de la présence d'un crédit-bail.

- ne pas prendre en compte l'impact des impôts concernant les retraitements 

## Usage de la méthode hors contexte purement financier
- EVAcom - Méthodologie d'évaluation créé entre 2001 et 2003, par GillesB, pour la Commission européenne et l'équipe de Romano Prodi. 
  - Cette méthodologie a été conceptualisée à partir de différentes méthodes économiques et informationnelles (dont la méthode EVA dérivée aux domaines de l'information et de la communication).
  - Cette méthodologie permet d'identifier et d'utiliser, pour le pilotage d'activités et de projets InfoComm, des objectifs et des indicateurs dit objectifs et indicateurs SMART.
- EVAstrat - Sur la lancée de la méthodologie EVAcom, diverses méthodes relatives à l'aide à la décision, la stratégie, le pilotage et l'organisation d'activités ont été créés pour aider les entreprises (Grands Comptes et PME/PMI) dans leurs déploiements d'activités innovantes (Développement de Business Unit Innovation/Compétitivité). Ces méthodes sont aujourd'hui consolidés et exploités par leur créateur, la société de conseil EVAstrat.